# Сборная (приток Омолона)
Сборная — река в России, на Дальнем Востоке, правый приток Омолона. Протекает по территории Северо-Эвенского района Магаданской области. Река протекает по безлюдной местности, вдали от населённых пунктов. Длина реки составляет 22 км.

## Данные водного реестра
По данным государственного водного реестра России относится к Анадыро-Колымскому бассейновому округу, речной бассейн реки — Колыма, речной подбассейн — Омолон. Водохозяйственный участок реки — река Омолон.
Код объекта в государственном водном реестре — 19010200112119000048442.